# Acacia longifolia
Acacia longifolia (Andrews) Willd. – gatunek roślin z rodziny bobowatych (Fabaceae Lindl.). Występuje naturalnie w Australii – w stanach Tasmania, Nowa Południowa Walia, Queensland, Australia Południowa oraz Wiktoria. Ponadto został naturalizowany w Australii Zachodniej, Nowej Zelandii, Kalifornii, Południowej Afryce, Francji, Brazylii, Urugwaju oraz Argentynie. Jest także uprawiany w Wielkiej Brytanii, Indonezji (na Jawie) oraz na Sri Lance.

## Morfologia
PokrójMałe drzewo lub krzew. Gałązki są ostro kanciaste, nagie lub lekko owłosione.
LiścieUlistnienie jest naprzemianległe. Liście są zredukowane do ogonków liściowych (ang. phyllodes). Ogonki są nagie, mają kształt od odwrotnie jajowatego do wąsko eliptycznego, są symetryczne lub lekko zakrzywione. Mierzą 6–13 cm długości oraz 0,6–2,2 cm szerokości, są całobrzegie, mają tępy, ostry lub ostro zakończony wierzchołek. Mają 2–4 promieniście rozchodzących się nerwów. Przylistki mają lancetowaty kształt, dorastają do 1–3 mm długości, nie zawsze są widoczne na dojrzałych roślinach.
KwiatyRozwijają się w kątach pędów, mają barwę od blado- do złotożółtej. Mają po 4 działki kielicha i płatki.
OwoceNagie lub lekko owłosione strąki, są wyprostowane lub nieco zakrzywione, mierzą 8–12 cm długości i około 0,4 cm szerokości.

## Zmienność
W obrębie tego gatunku oprócz podgatunku nominatywnego wyróżniono jeden podgatunek:
- Acacia longifolia subsp. sophorae (Labill.) Court